# غنغ (مقاطعة فيروزآباد)
غنغ (بالفارسية: گنگ) هي قرية تقع في قسم برزيتون الريفي في إيران. يقدر عدد سكانها بـ 1,021 نسمة .